# Henry Thomas Hamblin
Henry Thomas Hamblin (19 de marzo de 1873-28 de octubre de 1958) fue un conocido místico inglés, autor del Nuevo Pensamiento y fundador de la revista "The Science of Thought Review", la cual alcanzó una amplia difusión.

## Vida
Hamblin nació en Walworth, Londres, y a pesar de provenir de una familia que vivía en la pobreza se las arregló para terminar sus estudios de oculista. Fundó la empresa "Theodore Hamblin", que posteriormente formaría parte de Dollond and Aitchison. Era también un místico que, a veces, podía alcanzar un estado de conciencia en el cual "toda preocupación, ansiedad y temor se desvanecía, llegándome a sentir como si fuera abrazado por el amor divino... La profunda paz del Eterno fluía en mi interior cual si fuera un río; al mismo tiempo era como si fuera conducido a través de una corriente de bendición celestial...".
A pesar de su éxito y prosperidad material, Hamblin sufría de depresión y los terrores nocturnos. Pero fue la repentina muerte de su hijo de diez años de edad, que precipitó una crisis personal que lo llevó a romper sus relaciones con el mundo empresarial y buscar respuestas de la "presencia divina" que había experimentado antes.
Inspirado por esta presencia, empezó a escribir en la década de 1920 - su primer libro, "Dentro de ti está el poder", que llegó a vender más de 100.000 copias. Desde entonces se dedicó a escribir una serie de otros libros (ver abajo) y también fundó una revista, "La Ciencia de la revisión del Pensamiento", en 1921, (ahora llamada "Nueva Visión").

## Enseñanza Espiritual
La esencia de la experiencia y filosofía mística de Hamblin fueron la omnipresencia, omnipotencia y toda la bondad de Dios (" El reino de Dios está con nosotros ahora y siempre "). Se cree que " la salud abundante, la suficiencia de la provisión, el logro, realización y gozo indescriptible es el estado normal del hombre. ", y que, para alcanzar este estado, el hombre necesita para entrar en "armonía con la Ley Cósmica". Con el tiempo el énfasis de la obra escrita de Hamblin ha pasado de mostrar a la gente como cambiar sus vidas a través de la fe y un pensamiento correcto a enseñar cómo encontrar una conciencia viva de Dios para sí mismos.
El trabajo de Hamblin es continuado actualmente a través de la "Hamblin Trust", una organización benéfica registrada, que publica sus libros y la revista "New Vision" (fundada en 1921).
Hamblin se consideraba a sí mismo cristiano y promovía los principios fundamentales de esta fe en sus escritos.

## Obras de Henry Thomas Hamblin
- Dentro de ti esta el Poder (Science of Thought Press, 1998).
- El Camino de la Práctica Mística (Polair Publishing, 2004).
- La Historia de mi Vida (Science of Thought Press).
- Mi búsqueda de la verdad (Science of Thought Press).
- El Mensaje de una Flor (Science of Thought Press).
- El Poder del Pensamiento (Science of Thought Press).
- La Vida sin Esfuerzo (Science of Thought Press, 1974).
- La Vida del Espíritu (Science of Thought Press).